# Tierras bajas de Siberia Oriental
Las tierras bajas de Siberia Oriental (en ruso: Восточно-Сибирская низменность), también conocida como tierras bajas de Yana-Kolyma, es una extensa llanura en el noreste de Siberia, Rusia. El territorio de la llanura es una de las grandes regiones rusas. Administrativamente forma parte de la República de Sajá (Yakutia).
Debido a la dureza del clima, las tierras bajas de Siberia Oriental están en gran parte despobladas. Los centros habitados son pequeños y están muy dispersos. Chokurdakh, Olenegorsk, Nizhneyansk, Russkoye Ustye, Zyryanka, Srednekolymsk, Argakhtakh y Andryushkino se encuentran entre las pocas ciudades de la zona

## Geografía
Las tierras bajas de Siberia Oriental es una extensa región ubicada en el extremo noreste de Siberia . Tiene una forma aproximadamente triangular y mide unos 1.300 kilómetros de este a oeste y 1.100 kilómetros de norte a sur, y se eleva y estrecha gradualmente hacia el sur, adentrándose en el continente. A excepción de una pequeña sección en el extremo sur, la región de las tierras bajas se encuentra casi por completo al norte del Círculo Polar.  Las tierras bajas incluyen las tierras bajas de Yana-Indigirka, Kolyma y Aby, vastas llanuras aluviales, pantanosas y salpicadas de miles de lagos. Estas unidades de tierras bajas más pequeñas están limitadas por crestas residuales que rompen el relieve generalmente plano, como el Kyundyulyun, la cordillera de Polousny, Ulakhan-Sis, la meseta de Kondakov y Suor Uyata, así como por colinas aisladas que se elevan desde la tundra, como Kisilyakh-Tas. junto al río Alazeya. La mayoría de los kigilyakhs de Yakutia se encuentran en estas áreas elevadas de las tierras bajas de Siberia Oriental.
Al norte, las tierras bajas de Siberia oriental están limitadas por mares marginales poco profundos del océano Ártico, el mar de Laptev y el mar de Siberia oriental . Incluye las grandes islas de Nueva Siberia y las pequeñas islas Medvezhy, que forman un continuo con la región continental de tierras bajas de Siberia oriental. Al oeste, sur y suroeste, las tierras bajas están limitadas por las montañas de Siberia Oriental, incluida la cordillera de Verkhoyansk, la cordillera de Chersky y sus estribaciones, así como por la meseta de Alazeya, y al este por el extremo occidental de la cordillera Anadyr y las tierras altas de Yukaghir.
Las tierras bajas están atravesadas por ríos que serpentean lentamente y fluyen principalmente hacia el norte. Los principales son los ríos Yana, Indigirka y Kolyma y sus afluentes, así como los ríos más pequeños Alazeya, Sundrun y Khroma. A excepción de los muy grandes, la mayoría de los ríos de las tierras bajas se congelan hasta el fondo en el invierno.
El permafrost continuo prevalece en las tierras bajas del este de Siberia, y las formaciones relacionadas con el permafrost, como las depresiones de termokarst de alas y los montículos de baydzharakh son comunes en toda la región.
|  |  |

## Geología
Geológicamente, las tierras bajas se componen principalmente de sedimentos de origen marino. estos se remontan a la época en que la zona estaba ocupada por el mar de Verkhoyansk, un antiguo mar que ocupaba la mayor parte de la cuenca del actual río Yana y los tramos superiores del Indigirka en el período Pérmico. El mar de Verkhoyansk estaba ubicado en el borde oriental del Cratón siberiano. Con el paso de los siglos, la mayor parte del área se llenó gradualmente con los depósitos aluviales de los ríos modernos.

## Clima, flora y fauna
El clima que prevalece en las tierras bajas es subártico y severo, caracterizado por inviernos largos y muy fríos. La temperatura media en enero es −32 grados Celsius (−25,6 °F) cerca de la orilla del mar y −36 grados Celsius (−32,8 °F) tierra adentro. En julio la temperatura media alcanza los 0 grados Celsius (32,0 °F) a la orilla del mar, pero se mantiene un frío −12 grados Celsius (10,4 °F) en la zona interior. La mayor parte de las tierras bajas está cubierta por tundra. Solo en el extremo sur de la cuenca superior del río Kolyma hay una región donde puede crecer la taiga de alerce (taiga de Siberia Oriental).
Hay manadas de renos salvajes en el río Sundrun que tienen un patrón de migración anual. Sin embargo, la población total de renos de las tierras bajas de Siberia oriental es pequeña en comparación con otras áreas, como el Ártico canadiense. Los ríos y lagos abundan en peces, como el trucha ártica (golets), el vendace siberiano, el chir, el muksun, el nelma y el omul. En el verano, los humedales albergan grandes poblaciones de aves migratorias, como la grulla siberiana, el ganso Brent, el cisne de Bewick y el eider de anteojos.